# As Above, So Below
As Above, So Below (bra: Assim Na Terra Como No Inferno; prt: O Reflexo do Medo) é um filme de terror estadunidense dirigido por John Erick Dowdle e escrito por Dowdle e seu irmão Drew. O filme foi produzido pela Legendary Pictures e distribuído pela Universal Pictures. O filme foi liberado em cinemas específicos em 22 de Agosto de 2014, e liberado para todos em 29 de Agosto de 2014.

## Enredo
Scarlett Marlowe (Perdita Weeks), uma jovem especialista em alquimia, continua o trabalho de seu falecido pai em busca da pedra filosofal, uma substância lendária capaz de transformar metal em ouro e garantir a vida eterna, descoberta por Nicolas Flamel. Após achar a “Chave Rosa” em uma caverna no Irã, ela viaja para Paris em busca da ajuda de George (Ben Feldman), sua antiga paixão que foi abandonado por ela em uma prisão Turca enquanto ia atrás da pedra. Junto com Benji (Edwin Hodge) o cameraman, eles traduzem a lápide de Flamel, que contém um enigma que os guia para as catacumbas de Paris. Scarlett então pede à Papillon (François Civil) (um homem misterioso informa Scarlett que ele ajudaria), sua namorada Souxie (Marion Lambert), e seu amigo Zed (Ali Marhyar) que os guie nas catacumbas de Paris. George se recusa a entrar, mas é forçado pois um policial os perseguia. Após um tempo andando pelos corredores, eles encontram uma porta que Papillon se recusa a entrar, pois todos que entraram, inclusive seu amigo La Taupe (Cosme Castro), nunca foram vistos novamente.
Logo no começo do caminho eles se deparam com várias mulheres praticando um culto; as mulheres notam o grupo. Eles encontram La Taupe, que diz que a única saída é descer pelas catacumbas. O grupo encontra tesouros e a pedra filosofal. Enquanto retira a pedra, Papillon quebra a grade que bloqueia o tesouro, Scarlett percebe que aquilo era uma armadilha; o teto da sala desaba soterrando La Taupe.
Scarlett cura o machucado de Souxie. Eles encontram uma batente de uma pequena porta no teto, e na parede uma estrela de Davi gnóstica, simbolizando "Assim em cima como em baixo" significando que havia uma porta no chão. Adentrando o local, eles se deparam com a frase "Abandonai toda esperança vós que aqui entrais" em grego. Segundo Dante Alighieri essa frase está escrita na entrada do inferno.
Eles entram em uma sala idêntica à que eles estavam. La Toupe (que está na sala) mata Souxie. No caminho havia um grande poço, todos desceram, porém Benji foi empurrado por uma das mulheres (Olivia Csiky Trnka) do culto. O grupo encontra um carro em chamas com um ocupante (o homem que informou Scarlett sobre Papillon). Papillon é puxado e fica parcialmente soterrado. Continuando o caminho, os três restantes começam a ver demônios e aparições. Estátuas nas paredes ganham vida e uma delas ataca George, rasgando seu pescoço. Arrastando-o para um local seguro, George murmura "Vitriol", outro enigma anterior, e Scarlett percebe que a pedra era outra armadilha, e que colocando-a no lugar a verdadeira se revelaria.
Ela volta para a sala, coloca a pedra e olha para um espelho polido, é aí que ela percebe que a sua crença nos princípios herméticos (“Assim em cima, como em baixo” é um desses princípios) garantiu a ela as habilidades mágicas da pedra. Ela volta para George, beija-o e cobre a ferida no pescoço, que é curada por ela. Ela então explica que eles devem assumir a culpa de seus passados para serem absolvidos e saírem de lá. Os três aceitam o que eles fizeram e pulam em um buraco. No chão havia um poço de visita, eles puxam e não acontece nada, porém Scarlett acidentalmente força para baixo (a gravidade foi alterada durante esse processo) e saem em uma rua de Paris. Os três se abraçam e Zed anda em direção ao centro da cidade.
Um clipe de Scarlett é passado no final, em que ela revela os seus objetivos com a busca. O clipe foi gravado antes de adentrar as catacumbas.

## Elenco
| Ator           | Personagem       |
| -------------- | ---------------- |
| Perdita Weeks  | Scarlett Marlowe |
| Ben Feldman    | George           |
| Edwin Hodge    | Benji            |
| François Civil | Papillon         |
| Marion Lambert | Souxie           |
| Ali Marhyar    | Zed              |
| Cosme Castro   | La Taupe         |
| Roger Van Hool | Mr. Marlowe      |

## Produção
Com a permissão das autoridades francesas, o filme foi rodado nas verdadeiras catacumbas de Paris. Havia muito pouco uso de adereços, pois os atores tinham que usar o ambiente ao seu redor. A produção nas catacumbas reais era difícil para o elenco e especialmente para a tripulação, já que não havia eletricidade ou serviço de telefonia celular nos túneis seculares. Como Ben Feldman sofria de claustrofobia, ele precisava continuar fazendo pausas.

## Recepção
No Rotten Tomatoes, o filme tem uma classificação de aprovação de 26% com base em 60 avaliações e uma classificação média de 4,4 /10; O consenso geral declara: "Depois de uma configuração intrigante que ameaça sair de cena, As Above, So Below despencou em mediocridade clichê." No Metacritic, o filme tem uma classificação de 38 em 100. com base em 23 críticas, indicando "críticas geralmente desfavoráveis".

### Bilheteria
O filme arrecadou U$ 8,3 milhões no primeiro final de semana, terminando em terceiro lugar. Em 4 de novembro de 2014, o filme havia arrecadado U$ 21,2 milhões na América do Norte e U$ 18,9 milhões em outros territórios, para um total bruto de U$ 40,1 milhões.